# Grundrelationen
Den trigonometriske grundrelation (også kaldet idiotformlen eller idiotreglen) er  en matematisk ligning af den slags, der kaldes en identitet (fordi den er sand for ethvert {\displaystyle x}). Den siger at kvadraterne på sinus og cosinus til det samme tal {\displaystyle x} tilsammen altid er lig med 1:
{\displaystyle \left(\sin(x)\right)^{2}+\left(\cos(x)\right)^{2}=1}

Til tider ser man samme ligning skrevet under brug af en lidt speciel, men ækvivalent, notation for kvadraterne på sinus og cosinus:
{\displaystyle \sin ^{2}(x)+\cos ^{2}(x)=1\,}

## Bevis
Beviset for denne identitet kommer af at anvende Pythagoras' læresætning på en retvinklet trekant med en hypotenuse med længden 1: Hvis den ene spidse vinkel i trekanten samtidig er en centervinkel i cirklen af størrelse {\displaystyle x}, så har trekantens to kateter længderne hhv. sinus og cosinus til denne vinkel. Pythagoras' læresætning siger, at summen af kvadraterne på de to kateter er lig med kvadratet på hypotenusen, og i og med at hypotenusen er en radius i enhedscirklen, er dens længde altid 1. Og kvadratet på 1 er 1² = 1.